# اس‌وای‌ام موتورز

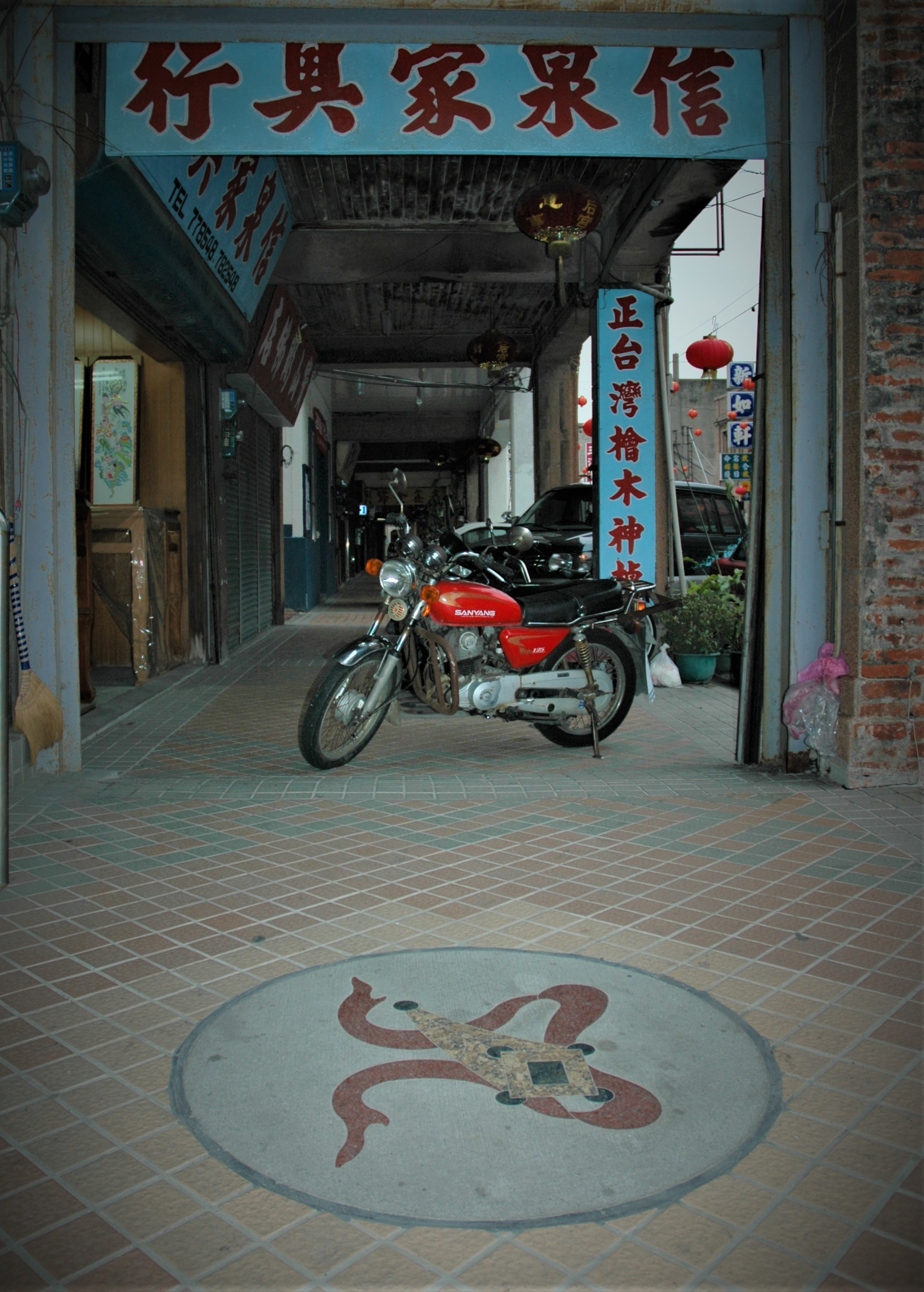
نمایی از یک محصول اس‌وای‌ام موتورز - ۲۰۰۵

اس‌وای‌ام موتورز (انگلیسی: SYM Motors) شرکت خودروسازی تایوانی است، که در سال ۱۹۵۴ تأسیس شد.